# Carvoeiro (Pampilhosa da Serra)

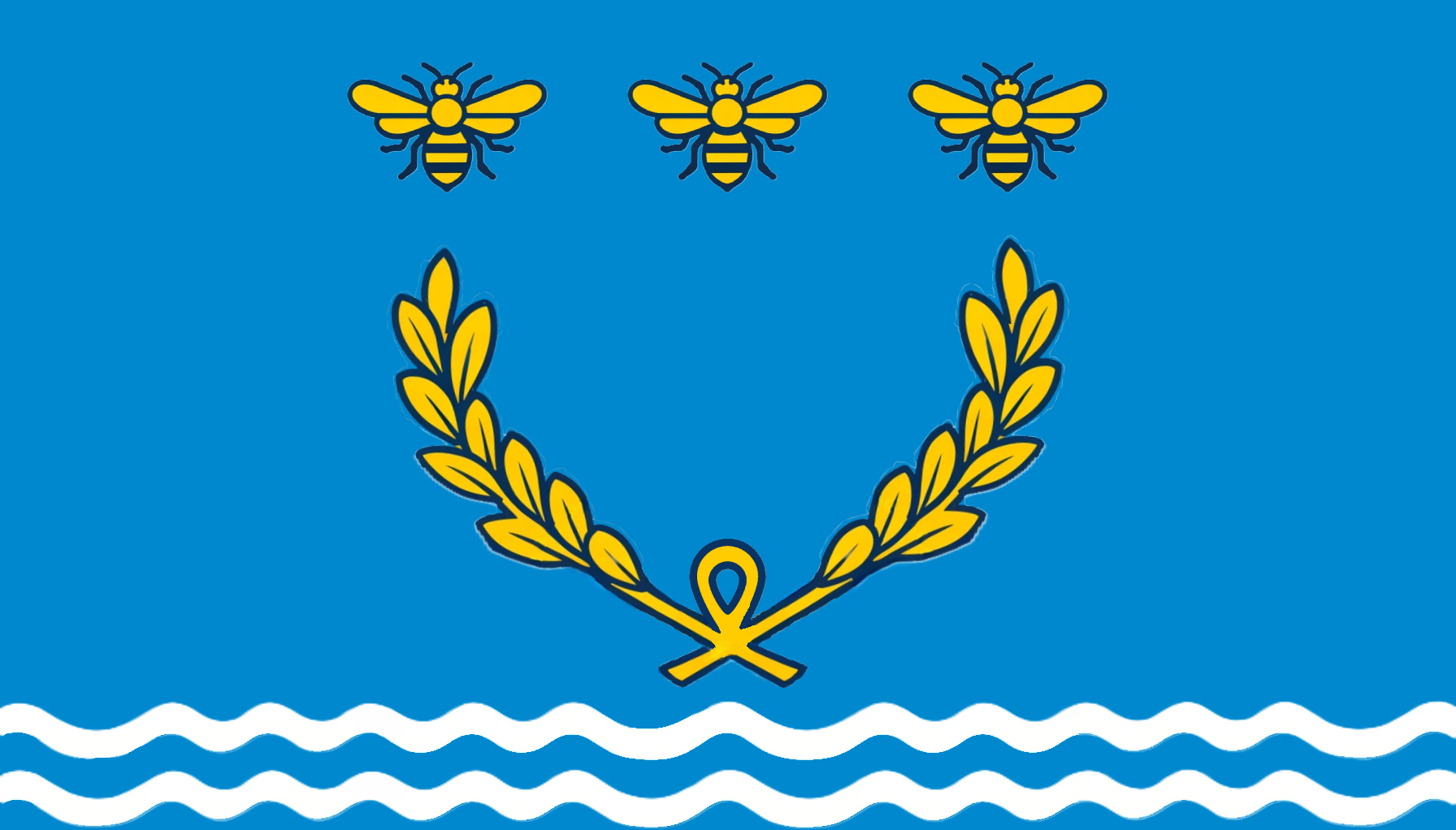
Interpretação moderna da bandeira do Carvoeiro

Carvoeiro é uma localidade portuguesa que pertence à freguesia de Pessegueiro, município de Pampilhosa da Serra. O seu  território é limitado, a nascente, pela Ribeira de Carvalho, a poente, pela Ribeira de Pessegueiro, a norte, pela Serra da Amarela e, a sul, pelo Rio Unhais.

## História
As origens da localidade perdem-se no tempo e desconhecem-se as suas origens.
Os dados mais antigos parecem indicar  a sua fundação talvez para o século XVI. O seu nome teria origem no sentido depreciativo,atribuído a quem por não ter cão nem arma caçava coelhos á mão,nas suas tocas sendo conhecido por carvoeiro ou "negroucho".Aliás em redor da povoção existem povoados cujo nome deriva directamente de coelho(coelhal,coelhosa).O Carvoeiro era conhecido como uma terra onde se sabiam ensinar os furões de caça.Assim Carvoeiro,pelo menos esta localidade, era terra de lapareiro,indivíduo que apanhava coelhos á mão.Que havia coelhos com abundância não há dúvida.
A pobreza dos solos, o pouco desenvolvimento da localidade e de toda a freguesia de Pessegueiro levou a maioria da população a imigrar para Lisboa, Porto ou emigrasse para outros países da Europa. Até à década de 1950, a localidade permanecia parada no tempo,apesar de ser um centro produtor de milho do Concelho da Pampihosa da Serra,carecia de infraestruturas,água electricidade,estradas etc.

## Economia
Como há séculos a principal atividade económica é a agricultura de subsistência.

## Cultura
Várias tradições culturais têm-se mantido ao longo dos anos nesta localidade.
As principais são:
- Cantar as Janeiras
- A matança do porco
- O mastro, na noite de Natal queima-se um troco de árvore, dando uma origem a uma braseira e onde os aldeões de juntam em redor para se aquecer.
- A desfolhada
- Vindimas